# Disturbi del ritmo circadiano
I disturbi del ritmo circadiano sono una classe di dissonnie che riguardano l'alterazione del ciclo sonno veglia.
Chi soffre di questi disturbi, spesso, non riesce a perseguire ritmi di sonno appropriati per vivere una vita sociale adeguata, per lavorare o per studiare. Spesso, queste persone riescono comunque a dormire a sufficienza, sempre che riescano a dormire e risvegliarsi negli orari richiesti dal loro orologio biologico. A meno che non presentino altri disturbi del sonno, la qualità dello stesso non è in questo caso compromessa.

## Descrizione
Come ogni altro animale, gli esseri umani hanno un ritmo biologico chiamato ritmo circadiano, controllato da un "orologio biologico" che opera su base giornaliera.  Questo ritmo influenza la temperatura corporea, lo stato di veglia, l'appetito, la secrezione di ormoni, oltre agli orari di sonno e altro. Per via del ritmo circadiano, non è detto che la sonnolenza in una persona incrementi in modo uniforme con il passare del tempo. La necessità e la capacità di dormire dell'individuo sono influenzate sia dall'orologio circadiano interno sia dal tempo trascorso dal precedente risveglio. Perciò, il corpo può manifestare necessità di sonno e capacità di allerta in periodi del giorno differenti.

## Tipologia di disturbi del ciclo circadiano

### Estrinseci
Esistono fattori estrinseci o circostanziali:
- Jet lag, quando si viaggia attraverso il fuso orario.
- Necessità di lavorare durante la notte o a turno.

### Intrinseci
Esistono fattori intrinseci:
- Sindrome da sonno posticipato, caratterizzata da tempi di sonno molto spostati in avanti rispetto al normale e picchi di veglia nel cuore della notte.
- Sindrome da sonno anticipato, caratterizzata dalla difficoltà nel restare svegli sino a sera e dormire sino al mattino.
- Sindrome da ciclo sonno veglia alterato (Non-24), per il quale il sonno dell'individuo è spostato in avanti ogni giorno e il picco di veglia di conseguenza continuamente posizionato in orari differenti di giorno in giorno.
- Disturbo da ciclo sonno veglia irregolare, quando la persona dorme in orari sempre differenti e più volte durante la giornata (svegliandosi più volte durante la notte e ricorrendo a pisolini diurni) ma con una somma di ore sonno normale.